# تنفيذ الانتقام
تنفيذ الانتقام (بالإنجليزية: Do Revenge)‏ هو فيلم كوميدي أمريكي لعام 2022، من إخراج جينيفر كايتين روبنسون، ومن سيناريو سيليست بالارد، القصة مستوحاة من فيلم «غرباء على قطار» من إخراج ألفريد هيتشكوك، من المقرر عرض الفيلم على نتفليكس في 16 سبتمبر 2022.

## طاقم التمثيل
- كاميلا مينديز بدور دريا توريس.[3]
- مايا هوك بدور إليانور.[4][5]
- ريش شاه بدور روس لي
- صوفي تيرنر
- أوستن أبرامز في دور ماكس
- إيليزا بينيت بدور جيسيكا
- أليشا بو بدور تارا
- تاليا رايدر بدور غابي
- باريس بيريلك في دور ميغان
- جوناثان ديفيس في دور إليوت
- مايا ريفيكو بدور مونتانا
- افا كابري بدور كاريسا

## روابط خارجية
- تنفيذ الانتقام على موقع IMDb (الإنجليزية)
- تنفيذ الانتقام على موقع ميتاكريتيك (الإنجليزية)
- تنفيذ الانتقام على موقع روتن توميتوز (الإنجليزية)
- تنفيذ الانتقام على موقع نتفليكس (الإنجليزية)
- تنفيذ الانتقام على موقع ألو سيني (الفرنسية)
- تنفيذ الانتقام على موقع فيلمافينيتي (الإسبانية)
- تنفيذ الانتقام على موقع قاعدة بيانات الفيلم (الإنجليزية)
- تنفيذ الانتقام على موقع ليتربوكسد (الإنجليزية)